# Брито (Вибо Валенција)
Брито је насеље у Италији у округу Вибо Валенција, региону Калабрија.
Према процени из 2011. у насељу је живело 68 становника. Насеље се налази на надморској висини од 293 м.